# Sechel Tob
Sechel Tob (auch: Sekhel Tob) ist eine um die Mitte des 12. Jahrhunderts entstandene midraschische Anthologie zum Pentateuch, verfasst von Menachem ben Salomo (Südfrankreich).
Im Mittelalter war der Text vollumfänglich bekannt, erhalten haben sich jedoch nur Genesis und Exodus.

## Ausgaben
- Buber, Sechel Tob. Commentar zum ersten und zweiten Buch Mosis von Rabbi Menachem ben Salomo verfasst ... , Berlin 1900–1902